# Марковци (Словенија)
Марковци (словен. Markovci) је насеље и управно средиште истоимене општине Марковци, која припада Подравској регији у Републици Словенији.
По попису становништва из 2011. године, насеље Марковци имало је 462 становника.